# Vakinankaratra
Vakinankaratra – region Madagaskaru, ze stolicą w Antsirabe. Dawniej należał do Prowincji Antananarywa.

## Geografia
Zajmuje powierzchnię 16 599 km² i położony jest w środkowej części wyspy. Od północnego zachodu graniczy z regionem Bongolava, od północy z Itasy, od północnego wschodu z regionem Analamanga, od wschodu z regionami Alaotra Mangoro i Atsinanana, od południa z Amoron'i Mania, a od zachodu z Menabe. Przez rejon przebiegają drogi RN 7, RN 34 oraz RN 43.

## Demografia
Jego zaludnienie wynosiło w 1993 roku 1 141 598 osób. W 2004 roku szacowane było na ok. 1 589 800 osób. Według spisu z 2018 roku populacja wzrosła do ponad 2 mln mieszkańców.

## Podział administracyjny
W skład regionu wchodzi 7 dystryktów:
- Ambatolampy
- Antanifotsy
- Dystrykt Antsirabe I
- Dystrykt Antsirabe II
- Betafo
- Faratsiho
- Mandoto